# RFL Championship 1985-86
El Championship de 1985-86 fue la 91.º edición del torneo de rugby league más importante de Inglaterra.

## Formato
Los equipos se enfrentaron en formato de todos contra todos en condición de local y de visitante, el equipo que terminó en la primera posición al finalizar el torneo se coronó campeón, mientras que los últimos tres equipos descendieron.
Se otorgaron 2 puntos por cada victoria, 1 por el empate y 0 por la derrota.

## Desarrollo

### Tabla de posiciones
| Pos. | Equipo               | Encuentros | Encuentros | Encuentros | Encuentros | Tantos | Tantos | Tantos | Puntos |
| Pos. | Equipo               | PJ         | PG         | PE         | PP         | F      | C      | Dif    | Puntos |
| ---- | -------------------- | ---------- | ---------- | ---------- | ---------- | ------ | ------ | ------ | ------ |
| 1    | Halifax              | 30         | 19         | 6          | 5          | 499    | 365    | +134   | 44     |
| 2    | Wigan Warriors       | 30         | 20         | 3          | 7          | 776    | 300    | +476   | 43     |
| 3    | St Helens RFC        | 30         | 20         | 2          | 8          | 729    | 503    | +226   | 42     |
| 4    | Warrington Wolves    | 30         | 20         | 1          | 9          | 665    | 393    | +272   | 41     |
| 5    | Widnes Vikings       | 30         | 19         | 3          | 8          | 520    | 454    | +66    | 41     |
| 6    | Leeds Rhinos         | 30         | 15         | 3          | 12         | 554    | 518    | +36    | 33     |
| 7    | Hull Kingston Rovers | 30         | 16         | 1          | 13         | 507    | 500    | +7     | 33     |
| 8    | Hull FC              | 30         | 15         | 2          | 13         | 616    | 508    | +108   | 32     |
| 9    | Oldham RLFC          | 30         | 14         | 0          | 16         | 508    | 561    | -53    | 28     |
| 10   | Salford Red Devils   | 30         | 14         | 0          | 16         | 508    | 561    | -53    | 28     |
| 11   | Castleford Tigers    | 30         | 12         | 1          | 17         | 551    | 585    | +34    | 25     |
| 12   | Bradford Northern    | 30         | 11         | 1          | 18         | 447    | 473    | +26    | 23     |
| 13   | Featherstone Rovers  | 30         | 9          | 3          | 18         | 419    | 616    | -197   | 21     |
| 14   | York FC              | 30         | 9          | 0          | 21         | 413    | 592    | -179   | 18     |
| 15   | Swinton Lions        | 30         | 8          | 0          | 22         | 371    | 648    | -277   | 16     |
| 16   | Dewsbury Rams        | 30         | 5          | 0          | 25         | 313    | 847    | -534   | 10     |

|  | Campeón.                      |
|  | Desciende a segunda división. |

| Bandera de Inglaterra    |
| Campeón Halifax Panthers |
| Cuarto título            |